# Carenini
Tribu
Synonymes
- Carenides W. J. MacLeay, 1887
- Carenina W.J. MacLeay, 1888

Les Carenini sont une  tribu de coléoptères de la famille des Carabidae et de la sous-famille des Scaritinae.
BioLib et Wikispecies reconnaissent le taxon comme une sous-tribu appelée Carenina, faisant partie de la tribu des Scaritini.

## Genres
Carenum – Conopterum – Epilectus – Euryscaphus – Laccopterum – Monocentrum – Mouhotia – Neocarenum – Neoscaphus – Philoscaphus – Scaraphites – Trichocarenum